# Tibouchina gracilis
Tibouchina gracilis là một loài thực vật có hoa trong họ Mua. Loài này được (Bonpl.) Cogn. miêu tả khoa học đầu tiên năm 1885.